# 달서구 을
달서구 을은 대한민국의 국회의원 선거구이다.
대구광역시 달서구 지역 중에서 월배권 지역을 관할한다. 현 지역구 국회의원은 국민의힘의 윤재옥이다.

## 역사
1992년 대한민국 제14대 국회의원 선거를 앞두고 달서구 선거구가 갑, 을로 분구되면서 신설되었다. 신설 당시 달서구 을에는 월배동 (이후 상인동과 월성동, 진천동), 본동, 송현동이 들어갔고, 나머지는 달서구 갑이 되었다. 
달서구의 지속적인 인구 증가로 인해 2004년 대한민국 제17대 국회의원 선거를 앞두고 달서구 지역 선거구를 갑, 을, 병으로 선거구로 나누는 것으로 결정되었다. 이로 인해 본동과 송현동 일대를 달서구 병으로 넘겼다.

## 관할 구역
| 대수      | 관할 구역                                                                                  |
| --------- | ------------------------------------------------------------------------------------------ |
| 14대      | 달서구 월배1동, 월배2동, 월배3동, 월배4동, 송현1동, 송현2동, 본동                          |
| 15대      | 달서구 월배1동, 월배2동, 월배3동, 월배4동, 월배5동, 월배6동, 송현1동, 송현2동, 본동        |
| 16대      | 달서구 월성1동, 월성2동, 진천동, 상인1동, 상인2동, 상인3동, 도원동, 송현1동, 송현2동, 본동 |
| 17대~21대 | 달서구 월성1동, 월성2동, 진천동, 상인1동, 상인2동, 상인3동, 도원동                         |
| 22대~     | 달서구 월성1동, 월성2동, 진천동, 유천동, 상인1동, 상인2동, 상인3동, 도원동                 |

## 역대 국회의원
| 선거   | 정당 | 정당       | 의원   |
| ------ | ---- | ---------- | ------ |
| 1992년 |      | 민주자유당 | 최재욱 |
| 1996년 |      | 무소속     | 이해봉 |
| 2000년 |      | 한나라당   | 이해봉 |
| 2004년 |      | 한나라당   | 이해봉 |
| 2008년 |      | 무소속     | 이해봉 |
| 2012년 |      | 새누리당   | 윤재옥 |
| 2016년 |      | 새누리당   | 윤재옥 |
| 2020년 |      | 미래통합당 | 윤재옥 |
| 2024년 |      | 국민의힘   | 윤재옥 |

## 역대 선거 결과

### 대한민국 제14대 국회의원 선거
|  | 50.19% |

|  | 28.69% |

|  | 11.19% |

|  | 9.90% |

### 대한민국 제15대 국회의원 선거
|  | 39.25% |

|  | 38.55% |

|  | 12.53% |

|  | 4.44% |

|  | 2.17% |

|  | 1.96% |

|  | 1.07% |

### 대한민국 제16대 국회의원 선거
|  | 77.43% |

|  | 12.41% |

|  | 5.63% |

|  | 4.52% |

### 대한민국 제17대 국회의원 선거
|  | 66.85% |

|  | 24.50% |

|  | 6.12% |

|  | 1.47% |

|  | 1.03% |

### 대한민국 제18대 국회의원 선거
|  | 57.21% |

|  | 39.74% |

|  | 3.04% |

### 대한민국 제19대 국회의원 선거
|  | 61.87% |

|  | 18.90% |

|  | 9.45% |

|  | 6.54% |

|  | 3.22% |

### 대한민국 제20대 국회의원 선거
|  | 64.41% |

|  | 35.58% |

### 대한민국 제21대 국회의원 선거
|  | 65.36% |

|  | 28.06% |

|  | 3.32% |

|  | 1.89% |

|  | 0.84% |

|  | 0.49% |

### 대한민국 제22대 국회의원 선거
|  | 72.47% |

|  | 27.52% |